# Анкалагон
Анкалагон Црни (змај од Ангбанда) је измишљени лик из романа Силмарилион Џона Роналда Руела Толкина
Анкалагон је био први и највећи од ватрених змајева кога је одгајао Моргот у јамама Ангбанда. Његово име је значило „Насрћуће Чељусти“. Анкалагон је учествовао у Рату Бесних, где је својим огромним телом заклонило светлост сунца. У тренутку када се мислило да ће Анкалагон и његове легије ватрених змајева победити појавили су се Орлови и Еарендил Морепловац, који је у свом летећем броду ступио у бој и убио Анкалагона. Змај је био толико тежак да су се куле Тангородрима срушиле под њим.